# Lucien Bataille
Lucien Bataille (25 de abril de 1877-28 de junio de 1953) fue un actor cinematográfico de nacionalidad francesa, activo en la época del cine mudo.

## Biografía
Su nombre completo era Lucien Omer André Bataille, y nació en Lumbres, Francia. Debutó en el cine en 1911 interpretando a un personaje llamado Zigoto, estando acompañado por Gaston Modot. La serie de filmes con Zigoto, más de una veintena de películas, le hizo muy popular. Especializado en seriales, posteriormente encarnó a Casimir, siendo dirigido por el cineasta de origen italiano Romeo Bosetti. Otro director con el que trabajó con gran frecuencia fue Jean Durand.
Lucien Bataille falleció en París, Francia, en 1953.

## Selección de su filmografía
- 1910 : Le Baptême de Calino
- 1911 : Le Voyage de l'oncle Jules
- 1911 : Le Rembrandt de la rue Lepic
- 1911 : Calino veut être cow-boy
- 1911 : Zigoto et l'Affaire du collier
- 1911 : Le Dernier mot
- 1911 : Voisins gênants
- 1911 : Ma tante fait de la peinture
- 1911 : L'Inoubliable Berceuse
- 1912 : Sous la griffe
- 1912 : Oxford contre Martigues
- 1912 : Onésime et le Nourrisson de la nourrice indigne
- 1912 : Zigoto plombier d'occasion
- 1913 : Protéa
- 1923 : La Rue du pavé d'amour
- 1924 : La Bataille
- 1928 : La Concha y el Reverendo